# Alberto Beretta Anguissola
Alberto Beretta Anguissola (Firenze, 31 maggio 1947) è un critico letterario e giornalista italiano, specializzato in francesistica.

## Biografia
Fiorentino, figlio di Luigi Beretta Anguissola che fu vicedirettore generale della RAI, si trasferisce a Roma nel 1952 al seguito della famiglia. Studente all'Istituto Massimiliano Massimo e quindi allievo di Giovanni Macchia, si laureò alla Sapienza nel 1972 e divenne professore ordinario di letteratura francese all'Università della Tuscia, dopo aver insegnato all'Università di Salerno e di Roma.
Dal 1978 al 1981 è stato giornalista nella redazione esteri del TG1 della RAI e ha poi collaborato alle pagine culturali de "la Repubblica" e alla rivista "Paragone".
Noto soprattutto per gli studi su Marcel Proust di cui ha curato, con Daria Galateria l'opera maggiore presso Mondadori, ha anche studiato Racine, Molière e i viaggi immaginari tra XVII e XVIII secolo. Si è interessato anche a Jules Amédée Barbey d'Aurevilly e a René Girard, traducendone le opere.

## Opere
- Proust inattuale, Bulzoni, Roma 1976. (Premio Viareggio)[3]
- Cura di Principessa Bibesco, Al ballo con Marcel Proust, Sellerio, Palermo 1978.
- Le città dell'ombra, Bulzoni, Roma 1979.
- La prenderemo per omicida. Caso Marta Russo, il dramma di Gabriella Alletto, (con Alessandro Figà Talamanca), Koinè, Roma 2001.
- Il romanzo francese di formazione, Laterza, Roma-Bari 2009.
- (FR)  Ombres de l'Utopie. Essais sur les voyages imaginaires du XVI au XVIII siècle, Champion, Paris 2011.
- L'errore giudiziario in Zola e in Proust, Editoriale scientifica, Napoli 2012.
- (FR)  Les Sens cachés de la Recherche, Classiques Garnier, Paris 2013.
- Il lettore innamorato, Carocci, Roma, 2016.
- Proust: guida alla Recherche, Carocci (collana Le bussole), Roma 2018.
- Il romanzo francese dell'Ottocento. Un racconto in otto percorsi, Carocci, Roma 2021.
- Marcel Proust e la guerra, Portaparole, Arles, 2023.
- Il secolo del romanzo : amori, guerre, soldi e altre invenzioni nella narrativa francese dell'Ottocento, Roma, Carocci, 2023, ISBN 978-88-290-2155-0.

Curatele
- Trad. di Jules Amédée Barbey d'Aurevilly, La stregata, Rusconi, Milano 1975.
- Cura di Principessa Bibesco, Al ballo con Marcel Proust, Sellerio, Palermo 1978.
- Cura (con Luciano De Maria e Daria Galateria) di Marcel Proust, Alla ricerca del tempo perduto, Mondadori (collana I Meridiani), Milano 1983-89 e successive.
- Introduzione a Pierre Choderlos de Laclos, Le relazioni pericolose, Einaudi, Torino 1989; Newton Compton, Roma 2010.
- Introduzione a Marcel Proust, Scritti giovanili 1887-1895, Mondadori, Milano 1992.
- Cura. di Pierre-François Lacenaire, Memorie di un assassino, Editori Riuniti, Roma 1994.
- Cura di Proust e la Bibbia, San Paolo, Milano 1999.
- Cura di René Girard, Quando queste cose cominceranno, Bulzoni, Roma 2005.
- Cura di Jean Racine, Teatro, Mondadori (collana I Meridiani), Milano 2009.
- Cura di Pubblicare, rappresentare, interpretare, tradurre Racine, oggi, una conversazione tra Alberto Beretta Anguissola, Benedetta Bini, Benedetta Craveri, Maurizio Cucchi, François-Xavier Cuche, Francesco Fiorentino, Giorgio Manacorda. Marco Mancini e Benedetta Papasogli, Sette città, Viterbo 2010.
- Cura di Antoine François Prévost, Storia del cavaliere Des Grieux e di Manon Lescaut. L'una e l'altra Manon, il celebre romanzo e la sua misteriosa prosecuzione, traduzione di Arianna Benenati, Euno Edizioni, 2012.
- Cura di Denis Diderot, Il nipote di Rameau, Marsilio, Venezia 2013.